# Pallaviciniaceae
Pallaviciniaceae, porodica jetrenjarki u redu Pallaviciniales, dio podreda Pallaviciniineae.

## Rodovi
1. Genus Greeneothallus Hässel
2. Genus Jensenia Lindb.
3. Genus Pallavicinia Gray
4. Genus Podomitrium Mitt.
5. Genus Seppeltia Grolle
6. Genus Symphyogyna Nees & Mont.
7. Genus Symphyogynopsis Grolle
8. Genus Xenothallus R.M. Schust.